# Нојштетен
Нојштетен (њем. Neustetten) општина је у њемачкој савезној држави Баден-Виртемберг. Једно је од 15 општинских средишта округа Тибинген. Према процјени из 2010. у општини је живјело 3.458 становника. Посједује регионалну шифру (AGS) 8416049.

## Географски и демографски подаци
Нојштетен се налази у савезној држави Баден-Виртемберг у округу Тибинген. Општина се налази на надморској висини од 440 метара. Површина општине износи 15,9 km². У самом мјесту је, према процјени из 2010. године, живјело 3.458 становника. Просјечна густина становништва износи 218 становника/km².